# Gentleman (musiker)
Tilmann Otto, känd under sitt artistnamn Gentleman, född 19 april 1975 i Osnabrück, är en tysk reggaemusiker. Tilmann är gift med Tamika, som medverkar i hans kör, och de har tre barn tillsammans. Han bor både i Köln och på Jamaica.
Innan Gentleman bytte skivbolag sjöng han med bandet The Far East Band. Hans fru Tamika har stöttat honom sedan hans första konsertturné i Tyskland 2002.  År 2010 började gruppen The Evolution spela med Gentleman då han släppte ut sitt nya album Diversity i april 2010.
Tyska reggaesångaren Gentleman blev förälskad i jamaicansk musik när han besökte Jamaica för första gången vid 16-17 års ålder. Ön har blivit ett andra hem för honom. Gentleman är en populär reggaeartist på Jamaica också. Hans musik inriktar sig på den klassiska formen av reggae, i likhet med Bob Marley. Han sjunger mest på engelska eller snarare patois (jamaicansk-kreol).   
När han var yngre hade han hade hört låtar av Dennis Brown och Bob Marley men när han hörde mer samtida artister som Sizzla och Anthony B, insåg han att rötterna i reggae fortfarande levde. År 1997 fick han sin chans när den tyska hip-hopgruppen Freundeskreis bad honom att låna sina singjayfärdigheter till deras låt "Tabula Rasa". En rad solosinglar ledde 1999 till debuten med Trodin On. Skivan är en blandning av dancehall och hip-hop med Gentleman på engelsk sång och Jamaican patois. Det var en viktig övergång och lade grunden för vad som så småningom döptes till rörelsen "Germaican", men som misslyckades med att göra ett internationellt intryck. 
Med låtar som "Send A Prayer" uttryckte Gentleman sin djupa tro på Gud, utan att hänvisa till en viss religion. Hans album, Confidence, steg till nummer 1 på den tyska albumlistan under 2004. Efter ca tio år med att göra musik med skivbolaget Four Music flyttade han till skivbolaget Universal år 2010.
År 2002 blev hans genombrott med Journey to Jah, ett mycket roots-orienterat album som påverkades av att hans förstfödde son fötts. Det fanns inte svordomar eller prat om vapen i texterna. Albumets gästsartister var reggaeartister som Morgan Heritage, Capleton och Luciano med produktion från Richie Stephens, Bobby Digital, och Firehouse Crew förtjänat Gentlemans respekt mellan de roots reggae. Richie Stephens var den som fick igång Gentlemans karriär när han var ung, genom att hjälpa Gentleman med musiken och fick chansen till att sjunga och visa sina färdigheter.
Runaway EP och live cd / DVD gentleman och Tha Far East Band - släpptes år 2003. Hans fans var lyckliga att Gentleman tillbringade sin tid med att turnera världen runt och spelade för en allt större publik. Hans singel Superior som släpptes år 2004 var en världsomspännande reggaehit och hamnade på samlingsalbum i USA och Europa. Vid utgången av året släppte han albumet Superior, med gästartisterna Anthony B, Cocoa Tea, och Barrington Levy. Vid slutet av 2003 led hans karriär dock ett svårt och förödmjukande nederlag då Gentleman jagades av scenen under festivalen Sting på Jamaica då ett regn av flaskor föll över scenen från en missnöjd publik.
Efter albumet New Day Dawn som släpptes år 2013 började Gentleman samarbeta med Ky-Many Marley, en av Bob Marleys söner. Detta gjorde att de två, tillsammans släppte ut ett album år 2016, som namngavs till Conversations.

## Diskografi

### Album
- 1999: Trodin On
- 2002: Journey to Jah
- 2003: Runaway EP
- 2003: Gentleman And The Far East Band (Live cd/DVD)
- 2004: Confidence
- 2007: Another Intensity
- 2010: Diversity
- 2013: New Day Dawn
- 2016: Conversations

### Singlar
- 1998: Tabula Rasa (featuring Freundeskreis)
- 1999: In The Heat of The Night
- 1999: Jah Jah Never Fail
- 2002: Dem Gone
- 2004: Leave Us Alone
- 2003: Rainy Days (featuring Tamika & Martin Jondo)
- 2004: Superior
- 2005: Intoxication
- 2005: Send A Prayer
- 2007: Serenity
- 2010: It No Pretty
- 2013: You Remember
- 2017: Ovaload (featuring Sean Paul)

## Priser
- 2002: Deutscher Musikpreis (Vann)
- 2004: Martin Award / "Best New Reggae Artist" (nominerad)
- 2004: Reggae & Soca Award] / "Best New Reggae Artist" (nominerad)
- 2005: Comet (Vann)
- 2005: ECHO / Best National Male Artist (Vann)
- 2011: Triejam Radio Awards / Song Of Year (Vann)
- 2011: Stone Love Awards / Best Intl. Song (Vann)
- 2011: International Reggae And World Music Awards - IRAWMA / Best Music Video (Vann)